# Harrisburg Senators
Gli Harrisburg Senators sono stati una franchigia di pallacanestro della EPBL, con sede a Harrisburg, in Pennsylvania, attivi tra il 1947 e il 1951.
Disputarono quattro stagioni nella lega, raggiungendo la finale nel 1949 e nel 1950. Nel 1951 fallirono a campionato in corso e vennero sostituiti dagli Harrisburg Senators.

## Stagioni
| Stagione | Lega | Denominazione                           | V  | P  | %    | Piazzamento | Play-off    |
| -------- | ---- | --------------------------------------- | -- | -- | ---- | ----------- | ----------- |
| 1947-48  | EPBL | Harrisburg Senators                     | 11 | 16 | 40,7 | 6º          | -           |
| 1948-49  | EPBL | Harrisburg Senators                     | 18 | 12 | 60,0 | 3º          | Finale EPBL |
| 1949-50  | EPBL | Harrisburg Senators                     | 16 | 12 | 57,1 | 2º          | Finale EPBL |
| 1950-51  | EPBL | Harrisburg Senators/Harrisburg Capitols | 9  | 18 | 33,3 | 3º          | -           |